# Tant Grön, Tant Brun och Tant Gredelin (1947)
Tant Grön, Tant Brun och Tant Gredelin är en svensk kortfilm i färg från 1947 med regi och manus av Rune Lindström. I rollerna ses bland andra Britta Brunius, Elsa Ebbesen-Thornblad och Irma Christenson.
Filmens bygger på barnboken Tant Grön, tant Brun och tant Gredelin av Elsa Beskow från 1918. Tant Grön, Tant Brun och Tant Gredelin var den första svenska film som gjordes i Technicolor. Filmen premiärvisades den 19 december 1947 på biograferna Röda Kvarn i Stockholm och Cosmorama i Göteborg.
Inspelningen ägde rum augusti 1946 i Filmstaden Råsunda och i Sigtuna med Gunnar Fischer som fotograf.

## Handling
En lördagsafton när Tant Grön, tant Brun och tant Gredelin stannat för att prata med herr Blå blir deras hund Lilla Prick otålig och springer iväg. En positivhalare hittar senare hunden och stoppar den i en säck.
När tanterna upptäcker att Lilla Prick är borta delar de upp sig för att leta efter den bortsprungna hunden. Tant Brun träffa då på de hemlösa barnen Petter och Lotta som har tappat bort en 50-öring och därför kommer få stryk av den elaka gumman de bor hos när de kommer. Tant Brun ger barnen en ny 50-öring och berättar att hon letar efter sin hund Lilla Prick, och barnen lovar att hålla ögonen öppna.
Tant Brun kommer hem utan att ha hittat hunden precis som de andra tanterna. Herr Blå kommer på besök och tanterna berättar för honom vad som har hänt och han beger sig ut för att hjälpa till att leta.
En sotare står på skorstenen till tanternas hus och hör vad tant Brun berättar för herr Blå. Han sätter händerna för munnen och ropar ut nyheten. Snart letar hela staden efter Lilla Prick.

## Rollista
- Britta Brunius – tant Grön
- Elsa Ebbesen-Thornblad – tant Brun
- Irma Christenson – tant Gredelin
- Einar Axelsson – herr Blå
- Björn Näslund – Petter
- Kate Elffors – Lotta
- Sigge Fürst – positivhalare
- Anders Börje – sotare
- Ernst Brunman – polis
- Anders Andelius – soldat
- Peter Fischer – Filip Emanuel Amadeus
- Erik Norr – präst
- Nils Whiten – målare